# Mozilla Thunderbird
Mozilla Thunderbird，非正式中文名稱為雷鳥，是由Mozilla基金會研發的一款自由及開放源碼的跨平台電郵客戶端、新聞閱讀器、聚合器以及即時通訊軟件。
2004年12月7日，Mozilla發佈了Mozilla Thunderbird的1.0版本，並於首三日即獲得超過五十萬次下載，而十日內已有一百萬次下載。
2012年7月6日，Mozilla宣佈由於此前為增加Thunderbird功能的努力大多沒有成果，故將降低其開發的優先性。新的開發模式將轉為「延長支援版本」，只提供安全性及穩定性更新，而新功能的開發則交予社群負責。
2015年12月1日，Mozilla執行董事長米切爾·貝克發表一份公司內部通告，指出Thunderbird的開發須從Firefox的開發中分拆開。他指Thunderbird的開發者花費不少功夫於適應Mozilla的技術，而Firefox的研發亦因須支援Thunderbird而受阻。另外他亦認為Thunderbird將難以擁有如Firefox一般的影響力。如此同時，Mozilla基金會宣佈為Thunderbird提供暫時性的法律及資金援助。

## 功能
Thunderbird可用作電郵、新聞組、聚合器或聊天（XMPP、IRC或Twitter）客戶端。其預設安裝的Lightning擴展則入了個人資訊管理功能。用戶若有需要亦可自行安裝其他附加元件。

### 訊息管理
Thunderbird可管理多款電郵、新聞組及聚合器賬戶，並容許同一賬戶內使用不同身份。功能包括快速搜尋、虛擬文件夾、進階訊息過濾等。Linux系統上則額外支援movemail賬戶。Thunderbird對各操作系统的不同提示方式皆有基本支援，而若要較高級或複雜的提示方式則需安裝其他附加元件。

### 垃圾郵件過濾
Thunderbird內置一款貝葉斯垃圾郵件過濾器，亦可使用建於通訊錄的白名單，也可以利用SpamAssassin等伺服器方過濾器。

### 附加元件及主題
附加元件可透過安裝XPInstall模組以增加其他功能。這些附加元件可以從Mozilla官方的附加元件網站上下載並自動更新。
Thunderbird支援不同面板以改變其外觀和樣式。面板中包含CSS與圖片，並同樣可從上述的網站中下載。

### 支援標準
Thunderbird跟隨下列的業界標準：
- 電子郵件
  - POP容許用戶將電子郵件由伺服器移至本地文件夾。
  - IMAP容許用戶作電子郵件相關的操作，而Thunderbird亦自行加入一些IMAP的擴展標準[23]。
  - LDAP地址自動完成。
  - S/MIME用作電子郵件的加密和簽名。
- 聚合器
  - RSS
  - Atom

### 檔案格式
Thunderbird支援下列的電子郵箱標準：
- mbox（英语：mbox） - Unix的電子郵箱格式，一個檔案收藏全部郵件
- maildir（英语：maildir） - 每封郵件由各自的檔案中儲存

Thunderbird使用Mork及MozStorage作為其內部數據庫的儲存格式。Mork原安排於Thunderbird 3.0中由MozStorage完全取代，但及後依然有使用。

### 大型檔案連結
自第38版起，Thunderbird支援將較大的附件轉為連結而非直接附加寄出，以避免郵件因附有大檔案而遭拒絕接收。

### 輸入HTML元素
用戶可利用「插入」選單中的選項加入HTML元素，如刪除線、斜體等。

### 跨平台支援
Thunderbird是一款跨平台的軟件，官方提供對下列作業系統的支援：
- Linux
- Windows
- macOS

同時亦有下列非官方移植版本：
- FreeBSD[27]
- OpenBSD[28]
- OS/2及eComStation[29][30]

源代碼皆全部已釋出，並可自由下載及編譯至不同的系統結構及作業系統。

### 國際化與本地化
Thunderbird已翻譯至59種語言，惟並未支援完全電子郵件地址國際化，只可於電子郵件地址的本地部分，即「@」之前可以使用UTF-8字符。

### 安全性
Thunderbird提供企業級安全性功能，例如IMAP及SMTP伺服器可使用TLS/SSL連接。其亦原生支援使用S/MIME作簽署或加密用。
用戶可透過關閉某些功能以提升安全，如禁止載入遠端圖像及禁用JavaScript；另外亦可透過附加元件來加入額外的安全性功能，例如Enigmail可以利用PGP簽署、加密或解密郵件。
法國軍隊使用Thunderbird之時亦為其安全性作出貢獻，以使其達至NATO通訊的要求。

## 歷史

Mozilla Thunderbird标识的演变历史

電子郵件的收發原屬於Mozilla Application Suite中的一項功能，後來則如Phoenix般作獨立的實驗性分支，卻未能如前者般成功。直至電子郵件客戶端的需求因Firefox出現而上升時，再加上Mozilla Application Suite宣布於1.5版本後將分拆為各種不同獨立的軟件，Minotaur才重新開始開發，改名為Thunderbird並將其轉移至Firefox研發的軟件開發工具之上。其後，於2004年12月23日，Thunderbird以Lightning擴展的方式提供日曆相關的功能。於2017年12月推出的Beta版本中，Thunderbird開始按Firefox Quantum的方式加入了「Photon」用戶介面，容許載入Microsoft Outlook的資料以及停用基於XUL的舊式附加元組，轉為使用WebExtensions。
Thunderbird一直並未有Firefox的知名度及影響力，使得Mozilla並不注重前者的開發，並開始將其脫離出Mozilla體系。2007年7月26日，Mozilla基金會宣布因Mozilla公司將專注於Firefox的開發，故Thunderbird將會由另一獨立組織繼續開發。2008年2月19日，設立子公司Mozilla Messaging專注負責電郵及相關通訊軟件的開發，其首項工作為完成即將推出的Thunderbird 3。Thunderbird 3的Alpha版本命名為「Shredder」。2011年4月4日，Thunderbird隨着Mozilla Messaging合併至Mozilla基金會旗下的Mozilla Labs。2012年7月6日，Thunderbird董事總經理Jb Piacentino的一份機密通告遭洩漏至TechCrunch，當中提及Mozilla將會把開發員調離此項目並將開發新功能的責任轉移至由社羣負責。通告最終於7月9日公開，而米切爾·貝克則撰寫一篇文章指出Mozilla決定將Thunderbird轉移至新的開發及管理模式。2014年11月25日，新管理團體Thunderbird Council宣布活躍的貢獻者於多倫多的Mozilla辦公室討論了Thunderbird的未來。他們認為Thunderbird需要更多全職員工支援才可推出穩定、可靠，而亦能加入社羣要求的新功能的產品。2015年12月1日，米切爾·貝克於公司內部通告中提議Thunderbird從Firefox的架構中分拆開來。他指Thunderbird沒有Firefox的「行業性影響」，更是拖慢了後者研發的進度。Mozilla雖希望繼續參與Thunderbird項目，但認為需要於開發上獲得更多支援。2017年5月9日，Philipp Kewisch宣布Mozilla基金會將繼續為Thunderbird提供資金及法律支援，但同時亦會將其移離Mozilla公司的架構之中，不再參與項目的日常操作。
另外，Thunderbird亦有作為其他軟件的起始技術平台，2006年10月11日，Qualcomm與Mozilla基金會宣布Eudora的未來版本將使用Thunderbird的技術平台，稱作Eudora OSE，即Eudora的開放原代碼版。2006年後期，Debian因版權問題將Thunderbird重新包裝為Icedove。2007年9月17日Mozilla基金會宣布將資助ActiveState基於Thunderbird研發互聯網溝通工具。

### 推出版本
Thunderbird如Firefox般使用三段式開發版，分别为Release、Beta及Nightly。发行时间和排版引擎Gecko的版本也與Firefox相同，例如同时于2011年9月27日发布的Firefox 7和Thunderbird 7皆使用Gecko 7.0。

## 外部連結
- 官方网站
- 官方部落格
- Thunderbird附加元件
- Mozilla Thunderbird的Facebook專頁
- Mozilla Thunderbird的X（前Twitter）
- YouTube上的Mozilla Thunderbird頻道
- Mozilla Thunderbird project page（页面存档备份，存于）
- Rumbling Edge – Tracking developments in Mozilla Thunderbird builds